# BIBSYS
BIBSYSは、ノルウェーの教育研究省によって設立および組織された行政機関です。これらは、研究、教育、学習に関連するデータの交換、保存、検索を提供します。これは、歴史的には図書館のリソースに関連するメタデータです。
BIBSYSは、ノルウェーのすべての大学、大学、研究機関、ノルウェー国立図書館と協力しています。   Bibsysは、ノルウェーのトロンハイムにあるノルウェー科学技術大学（NTNU）でユニットとして正式に組織されています。理事会はノルウェー教育研究省によって任命されています。
BIBSYSは、統合検索サービスOria.noやその他の図書館サービスを提供することにより、研究者、学生、その他の人々に図書館リソースへの簡単なアクセスを提供します。 また、研究および専門図書館の内部運用のための統合製品、およびオープン教育リソースも提供しています。 
DataCiteメンバーとして、 BIBSYSはノルウェーの全国的なDataCite代表として機能し、それによってノルウェーのすべての高等教育および研究機関が研究データにDOIを使用できるようにします。
すべての製品とサービスは、メンバー機関と協力して開発されています。

## 歴史
BIBSYSは、ノルウェー王立学術院図書館（Det Kongelige Norske Videnskabers Selskabs Bibliotek）、ノルウェー工科大学図書館、ノルウェー工科大学のコンピューターセンター間の共同プロジェクトとして1972年に始まりました。プロジェクトの目的は、内部ライブラリルーチンを自動化することでした。 1972年以来、Bibsysは、トロンハイムにある2つの図書館の図書館システムサプライヤーから、ノルウェーの研究および専門図書館向けの国立図書館システムの開発と運用へと進化してきました。ターゲットグループはまた、図書館リソースへの容易なアクセスを提供することにより、研究および専門図書館の顧客を含むように拡大しました。
BIBSYSは、文部科学省の管轄下にある行政機関であり、NTNUのユニットとして行政的に組織されています。 BIBSYS Library Systemに加えて、製品ポートフォリオはBISBYS Ask、BIBSYS Brage、BIBSYS Galleri、およびBIBSYSTyrで構成されています。アプリケーションとデータベースのすべての操作は、BIBSYSによって一元的に実行されます。 BIBSYSは、製品に関連するサービスと、提供する製品とは独立した個別のサービスの両方で、さまざまなサービスも提供しています。